# Pietro d'Argellata
Pietro d'Argellata, o Pietro di Azzolino da Argellata, o anche Pietro Argellata (Argelato, ... – Bologna, 1423), è stato un chirurgo e anatomista italiano.
Viene denominato anche Pietro Largellata o Pietro della Cerlata.
Docente all'università di Bologna dal 1397 al 1421, fu autore dei Libri sex chirurgiae (1480). Imbalsamò il corpo di papa Alessandro V, lasciandoci una descrizione completa del processo. 
È ricordato soprattutto come traduttore delle opere di Avicenna, ampliandone la conoscenza in Europa.